# Tosa (pasmina pasa)
Japanski pas borac Tosa (jap. 土佐, とさ, ili jap. tosa inu 土佐犬, とさイヌ, "pas tosa", jap. 土佐闘犬, とさとうけん, tosa tōken, "pas za borbu") predstavlja japansku rasu pasa. Prema FCI klasifikaciji svrstan je u drugu FCI-jevu skupinu među molose.

## Izgled
Ovaj japanski pas-borac spada u velike i snažne pasmine pasa. On mora i izgledom zadržati veliku okretnost i pored svoje težine. Velike je glave koja je djelimice klinastog oblika. Također karakteristični su i nabori na čelu, opuštene uši koje vise pored obraza. Tijelo mu je dugačko i vrlo mišićavo. Krzno je masivno i teško. Rep mu je dugačak, a dlaka je kratka. Težina mužjaka se kreće od minimum 38 kg, pa do 90 kg. Ženke su osjetno lakše i rijetko dostižu težinu iznad 80 kg. Gornja granica visine za mužjake i ženke nije utvrđena. Kosa i težina, tako i visina ovih pasa u praksi vrlo varira. Boja: žuta, žuto-crvena, boja marelice, nijanse bordo - braun, a dopuštena je i tigrasta, pa čak i crna.

## Priroda
Japanski borac spada među staložene i vrlo hrabre pse. Izuzetne je izdržljivosti na bol i fizički napor. Razvija i ima samostalnu autonomnu ličnost. Vlasnik mora biti nepopustljiv, a osobama koje su plašljive ovu se pasmina ne preporučuje. Dobar je za dresuru, ali samo ako je vlasnik odlučan, a ako je socijaliziran može biti u društvu i s drugim psima. Iako je krupan može da živi u kući ili stanu ali mu je neophodna svakodnevna aktivna vježba. I pored težine, može pravilnim treningom postići veliku okretnost. Izuzetna izdržljivost kod ove rase, kada je kombinirana dobrom dresurom, može od njega stvoriti službenog psa upotrebljivog za poslove zaštite osoba i objekata.

## Zdravlje
Japanski pas borac živi u prosjeku od deset do dvanaest godina. U pravilu je vitalan i zdrav pas. Kod njega se, međutim, povremeno javljaju problemi s očima, nadimanjem i zglobovima.

## Njega
Glede njegove kratke dlaku nije mu potrebna veća njega dlake. Dovoljno ga je povremeno očešljati. Nekoliko puta godišnje malo se linja. Krzno mu je snažno i skoro neosjetljivo na vanjske ozljede. Kada je moguće treba mu pružati obiteljsku ljubav, premda je prilagodljiv i na uvjete bez ljudske nazočnosti.

## Povijest
Ova rasa je nastala u devetnaestom stoljeću križanjem japanske pasmine šikoku sa psima iz Europe. Između ostalog korišteni su buldozi, engleski mastifi, njemački pointeri, njemačke doge i bulterijeri. Prema nekim izvorima za stvaranje ove pasmine korišteni su i bernardinci kao i ini europski psi pogodni za borbu pasa. Japanski pas borac je, kao što mu i ime govori, stvoren isključivo za borbe pasa. Zbog svoje neustrašivosti, to je i do danas ostala u nekim zemljama njegova osnovna namjena. Ondje gdje su borbe pasa legalne ova rasa vrlo je popularna. I pored svoje hrabrosti i potencijala za biti agresivnim prema drugim životinjama, ova rasa je plemenita karaktera i razvija poseban dobroćudan odnos prema svom vlasniku i ukućanima.

## Vanjske poveznice
- Ostuni, Steve (2003). Japanese Tosa.  Allenhurst, New Jersey, Allenhurst: Kennel Club Books. ISBN 1-59378-336-1.
- Shakuhachi Imperial Tosa-inu  Arhivirana inačica izvorne stranice od 14. listopada 2011. (Wayback Machine)
- Tosa Inu Information Pages
- Wielie Walie Tosa Inu  Arhivirana inačica izvorne stranice od 11. studenoga 2005. (Wayback Machine)
- More Japanese dog breeds  Arhivirana inačica izvorne stranice od 1. prosinca 2020. (Wayback Machine)
- Greatbreed.com  Arhivirana inačica izvorne stranice od 30. listopada 2012. (Wayback Machine)